# Thalerastria
Thalerastria is een geslacht van vlinders van de familie Uilen (Noctuidae).

## Soorten
- T. argentifrons Butler, 1889
- T. lehmanni Hoppe & Fibiger, 2009
- T. nigrivittata Warren, 1888